# گلمورتی
گُلمورتی 
(به بلوچی: گلمؤرتی) شهری در بخش مرکزی شهرستان دلگان استان سیستان و بلوچستان ایران است. این شهر، مرکز شهرستان دلگان است. این شهر در مسیر راه ایرانشهر به استان کرمان قرار دارد.مردم شهر همگی بلوچ هستند و به زبان بلوچی سخن میگویند. 

## پیشینه
روستاهایی حسین‌آباد و چاه کمال و چاه میرک هنگام تشکیل شهر گلمورتی در آن ادغام شده است.
شهر گلمورتی مرکز بخش دلگان شهرستان ایرانشهر بود از تاریخ ۴ دی ۱۳۸۶ به عنوان مرکز شهرستان تازه‌تأسیس دلگان برگزیده شد.

## موقعیت جغرافیایی
گلمورتی در جنوب غرب استان سیستان و بلوچستان و نزدیک‌ترین شهر به هامون جازموریان از سوی شرق است.
ارتباط با دریاچه جازموریان از استان سیستان و بلوچستان از راه آسفالتهٔ ایرانشهر ـ بمپور ـ گل‌مورتی ـ روباهی - چاه کیچی است.

## جمعیت شناسی

### جمعیت
بر پایه سرشماری عمومی نفوس و مسکن در سال ۱۳۹۵ جمعیت این شهر ۱۰٬۲۹۲ نفر (۲٬۴۵۰ خانوار) بوده‌است.

### دین و مذهب
مردم گلمورتی همگی مسلمان می باشند. اکثریت مردم شهر، شیعه مذهب هستند. البته اقلیت قابل توجهی نیز سنی مذهب می باشند.
| دین و مذهب مردم گلمورتی | دین و مذهب مردم گلمورتی | دین و مذهب مردم گلمورتی | دین و مذهب مردم گلمورتی | دین و مذهب مردم گلمورتی |
| ----------------------- | ----------------------- | ----------------------- | ----------------------- | ----------------------- |
|                         |                         |                         |                         |                         |
| شیعه                    | شیعه                    |                         | ۶۷٫۴٪                   | ۶۷٫۴٪                   |
| سنی                     | سنی                     |                         | ۳۲٫۶٪                   | ۳۲٫۶٪                   |

## فیلم گلمورتی
در سال ۱۳۵۹ خورشیدی فیلم مستندی به نام «نان بلوچی» توسط ابراهیم مختاری در مورد زندگی مردم گلمورتی ساخته شد که در جشنواره فیلم لایپزیگ آلمان در سال ۱۹۹۷ نمایش داده شد.
طبق این فیلم مستند، مردم گلمورتی در آن سال هنوز در کومه‌ها زندگی می‌کردند و تنها شب‌ها برق داشتند. منطقه نیز به خاطر درگیری خان‌ها با ناامنی روبرو بود.